# هیسپانو-سویزا
هیسپانو-سویزا (انگلیسی: Hispano-Suiza) شرکت خودروسازی اسپانیایی است، که در سال ۱۹۰۴ توسط مارک بریکجت تأسیس شد.

## اختراعات

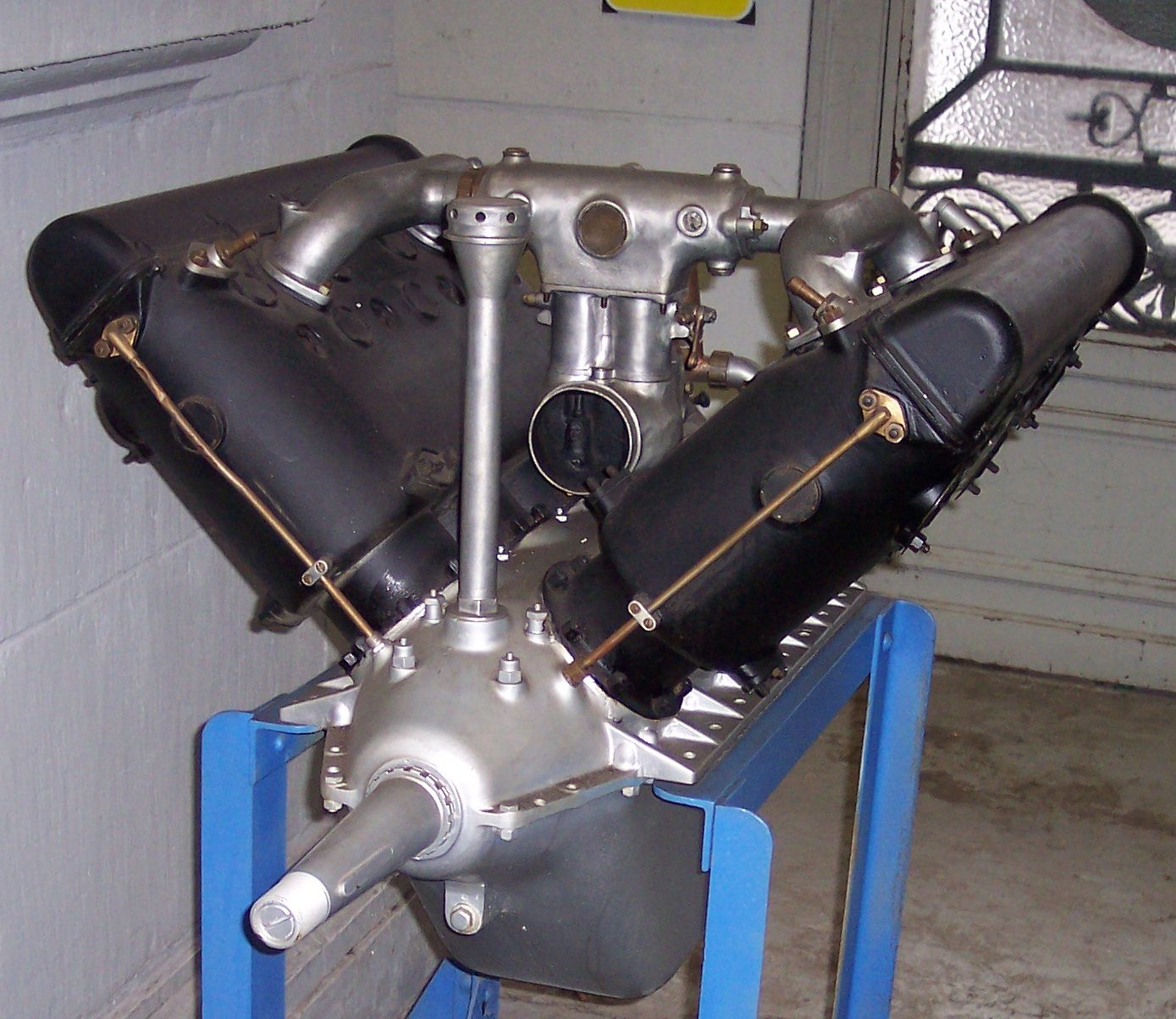
موتور جنجالی هیسپانو سیوزا

مهمترین ابتکار هیسپانو طراحی و تولید نخستین موتور وی-۸ با بدنه آلومینیومی و میل سوپاپ روی سرسیلندر بود که در دوران جنگ اول جهانی بر روی بسیاری از هواپیماهای انگلیسی و فرانسوی با موفقیت خود را ثابت کرد.